# Spoorlijn La Chaux-de-Fonds - Sonceboz
De spoorlijn La Chaux-de-Fonds - Sonceboz is een Zwitserse spoorlijn tussen La Chaux-de-Fonds gelegen in kanton Neuchâtel en Sonceboz gelegen in kanton Bern.

## Geschiedenis
Het traject werd door de Jura bernois (JB) op 30 april 1874 voor een deel geopend.

## Treindiensten
Het personenvervoer wordt op dit traject uitgevoerd door de Schweizerische Bundesbahnen (SBB).

## Aansluitingen
In de volgende plaatsen is of was er een aansluiting van de volgende spoorlijnen:

### La Chaux-de-Fonds
- La Chaux-de-Fonds - Glovelier, spoorlijn tussen La Chaux-de-Fonds en Glovelier
- La Chaux-de-Fonds - Les Ponts-de-Martel, spoorlijn tussen La Chaux-de-Fonds en Les Ponts-de-Martel
- Neuchâtel - Morteau, spoorlijn tussen Neuchâtel en - Morteau

### Sonceboz
- Moutier - Biel/Bienne, spoorlijn tussen Moutier en Biel/Bienne

## Elektrische tractie
Het traject werd geëlektrificeerd met een spanning van 15.000 volt 16 2/3 Hz wisselstroom.